# Marte verde
Marte verde (1994) (titlu original Green Mars) este un roman hard science-fiction al scriitorului american Kim Stanley Robinson. Este al doilea volum al trilogiei Marte, o serie care descrie colonizarea și terraformarea planetei Marte. Cartea prezintă primele efecte ale terraformării, care înlocuiesc deșertul roșu marțian cu verdele vegetației.
Romanul a fost recompensat cu premiul Hugo în anul 1994.

## Intriga
Acțiunea sare la 50 de ani în viitor după evenimentele relatate în romanul precedent, Marte roșu, ajungând la începutul secolului al XXII-lea. Ea urmărește viețile supraviețuitorilor din rândul Primilor O Sută, precum și a copiilor și nepoților acestora. Baza polară a lui Hiroko Ai este atacată de forțele UNTA, iar supraviețuitorii sunt nevoiți să se refugieze în organizația subterană Demimonde.
Pe măsura creșterii interferenței multinaționalelor în afacerile marțiene, apar diferite grupuri cu scopuri și metode diferite de acțiune. Ele atrag atenția conducătorilor Corporației Praxis de pe Pământ, care-l trimite pe Arthur Randolph să organizeze o mișcare de rezistență. Această mișcare are ca punct culminant semnarea acordului Dorsa Brevia de către aproape toate facțiunile subterane. Se fac pregătiri pentru o a doua revoluție care să înceapă în 2120 prin realizarea de armament, sabotarea oglinzilor orbitale și expulzarea în spațiu a satelitului Deimos, astfel încât să nu mai poată fi folosit ca bază militară așa cum fusese Phobos.
Între timp, biosfera marțiană suferă o serie de transformări: temperatura crește ajutată și de oglinzile orbitale, se construiește un nou lift spațial (cu ajutorului unui alt asteroid, numit "Noul Clarke"), calota glaciară se topește și se sapă găuri care să permită apariția vulcanilor. Romanul se încheie cu o calamitate care lovește Pământul. Nivelul apei crește extrem de mult, nu din cauza efectului de seră, ci în urma unei erupții în serie a vulcanilor aflați sub gheața din vestul Antarcticii.

### Cuprins
| - Partea întâi: Areoformarea - Partea a doua: Ambasadorul - Partea a treia: Alunecare pe mare distanță - Partea a patra:Omul de știință ca erou - Partea a cincea:Fără adăpost | - Partea a șasea: Tariqat - Partea a șaptea: Ce e de făcut? - Partea a opta: Inginerie socială - Partea a noua: Impulsul momentului - Partea a zecea: Schimbare de fază |

## Opinii critice
Infinity Plus apreciază că romanul este mai bun decât predecesorul său, „o sinteză magnifică a unor peisaje interioare și exterioare”. Scriitorul Arthur C. Clarke îl laudă ca fiind „cel mai bun roman scris vreodată despre colonizarea planetei Marte”. Publishers Weekly, pe de altă parte, deși apreciază faptul că „acest roman la scară largă este plin cu tot felul de detalii științifice și istorice”, este de părere că „povestea se scufundă sub propria-i dimensiune și pare asemenea unui an marțian - de două ori mai lungă decât era necesar”.

## Cronologie
- 2061 - revolta
- 2090 - circumnavigarea polului sud
- 2100 - ridicarea celui de-al doilea lift spațial
- 2102 - conferință pe tema terraformării
- 2104 - conferința de la Dorsa Brevia
- 2106 - incidentul lentilelor aeriene
- 2108 - incidentul Deimos
- 2115 - închiderea regiunii Nirgal Vallis
- 2120 - descoperirea acviferului vestic
- 2127 - incidentul antarctic[5]

## Traduceri în limba română
- 1998 - Marte-verde, editura Nemira, colecția "Nautilus", nr. 133-134, traducere Emil Sârbulescu, 656 pag., ISBN 973-569-212-0
- 2006 - Marte verde, editura Nemira, colecția "Nautilus", traducere Emil Sârbulescu, 832 pag., ISBN 978-973-569-911-6
- 2014 - Marte verde, editura Nemira, colecția "Nautilus", traducere Emil Sârbulescu, 816 pag., ISBN 978-606-579-830-4